# Hrvatska katolička misija u Parizu
Hrvatska katolička misija u Parizu djeluje od 18. prosinca 1953. godine. Vode ju dominikanci uz pomoć sestara milosrdnica sv. Vinka Paulskog Sarajevske provincije. Od lipnja 1989. zajednica se okuplja u pariškoj četvrti Charonne gdje se nalazi njena crkva sv. Ćirila i Metoda, pastoralni centar i dom za svećenike i časne sestre. Izdaje i svoj dvomjesečni bilten Naš glas - Notre Voix s nakladom oko 1500 primjeraka. 

## Povijest
Utemeljitelj Misije je p. Teodor-Bogdan Dragun, član Hrvatske dominikanske provincije koji je 1948. došao u Pariz bježeći pred komunističkom revolucijom u ondašnjoj Čehoslovačkoj. Pater Dragun brzo je postigao odvajanje Hrvatske sekcije od dotadašnje Jugoslavenske katoličke misije (zajedničke za Slovence i Hrvate). Uz pastoralni rad nastojao je francuskom kleru nametnuti svoje viđenje hrvatske povijesti, uloge Crkve u Hrvata u Drugom svjetskom ratu i djelovanja kardinala Stepinca. Kako je pater Dragun preminuo na Božić 1962., za ravnatelja Hrvatske katoličke misije u Parizu došao je 1963. don Zdravko Ostojić, svećenik Splitske nadbiskupije koji je prethodno bio proveo sedam godina na župi u Belgiji, nakon bijega iz Jugoslavije zbog sudskog procesa protiv njega. Zajedno s p. Ivanom Šumanovićem, don Miljenkom Uhodom i uz pomoć sestara Služavki Malog Isusa Splitske provincije vodio je pastoralnu brigu za hrvatske izbjeglice i iseljenike u Parizu s posebnim naglaskom na socijalnu skrb. Pater Ivan Šumanović obilazio je cijelu Francusku u kombiju-kapelici kako bi dijelio sakramente hrvatskim iseljenicima.
Hrvatski isusovci preuzeli su vodstvo pariške misije 1975. godine. Za voditelja je imenovan p. Vladimir Horvat. Djelovao je zajedno s dvojicom kapelana i don Zdravkom, koji više nije mogao biti ravnatelj zbog sklapanja konkordata između Svete Stolice i Jugoslavije. Uz pastoralni i katehetski rad osnovali su prvu hrvatsku dopunsku školu u Europi za djecu i odrasle. Kasnije, u novoj hrvatskoj državi ona je prerasla u službenu hrvatsku dopunsku školu pod nadzorom ministarstva iz Zagreba. Isusovci su započeli i s izdavanjem misijskog lista Naš glas – Notre Voix koji se u to vrijeme slao na 1200 adresa. Uz to p. Horvat je bio jedan od glavnih suradnika profesoru Henriku Hegeru u organizaciji simpozija o hrvatskom jeziku i kulturi na Sorboni koji se održava svake godine. Jugoslovenske vlasti su pateru Horvatu 1985. oduzele putovnicu, čime mu je onemogućen povratak u Pariz.
Misiju 1986. preuzima pater Zorislav Nikolić pod čijim vodstvom je izvedeno preseljenje crkve, centra i svećeničkog doma u nove, sadašnje prostorije. Zajednica je uspjela izgraditi vlastitu crkvu i centar te vlastiti svećenički dom. Sestre Služavke Maloga Isusa napustile su misiju 1993., a zamijenile su ih Sestre milosrdnice 1995. godine. 
Od 1999. godine upravljanje misijom bilo je povjereno p. Mati Antunoviću. 
Odlukama odgovornih za hrvatsku inozemnu pastvu te po odlukama Pariške nadbiskupije, voditelj HK Misije pater Mato Antunović i njegovo pomoćnik pater Pero Mijić-Barišić (koji je došao na Misiju umjesto pokojnog patra Zorislava Nikolića) predali su vodstvo Misije hrvatskim dominikanci na prvu nedjelju korizme 13. ožujka 2011. godine.

## Zanimljivost
Hrvatska crkva u Parizu popločana je bračkim mramorom pa u misiji vole reći kako u njoj stoje na hrvatskom tlu. 

## Vanjske poveznice
- mrežne stranice
Hrvatska katolička misija Pariz - Mission Catholique Croate de Paris  Arhivirana inačica izvorne stranice od 8. lipnja 2013. (Wayback Machine)